# Нуско
Ну̀ско (на италиански: Nusco; на неаполитански: Nuscu, Нуску) е малко градче и община в Южна Италия, провинция Авелино, регион Кампания. Разположено е на 916 m надморска височина. Населението на общината е 4280 души (към 2011 г.).